# John Marley
John Marley (New York, 17 oktober 1907 - Los Angeles, 22 mei 1984) was een Amerikaans acteur. Marley was een bekend karakteracteur, gekenmerkt door zijn verweerde gezicht, korrelige stem en witte haardos. Hij speelde gedurende zijn 45-jarige carrière in meer dan honderdvijftig films, toneelstukken en televisieprogramma's.
Marley verliet middelbare school voortijdig om te kunnen acteren. Hij begon bij het theater, en maakte in de jaren veertig de overstap naar film, waarin hij voornamelijk zeer kleine en vaak onsympathieke rollen speelde. In het midden van de jaren zestig kreeg hij ook grotere rollen, te beginnen met de rol van Jane Fonda's vader in Cat Ballou uit 1965. Op het Filmfestival van Venetië kreeg hij de prijs voor beste acteur voor zijn hoofdrol in Faces van John Cassavetes uit 1968, waarin hij geheel geïmproviseerd de rol van een ongelukkig getrouwde zakenman van middelbare leeftijd vertolkte. Voor zijn rol als Ali MacGraws vader Phil Cavalleri in Love Story (1970) werd hij genomineerd voor de Academy Award voor Beste Mannelijke Bijrol. Ook had hij een rol in Francis Ford Coppola's The Godfather als filmmagnaat Jack Woltz. Hij speelde waarschijnlijk zijn meest memorabele scène in deze film, als zijn personage wakker wordt naast het afgehakte hoofd van zijn favoriete renpaard Khartoum.
Marley was tweemaal getrouwd en had vier kinderen. Een van zijn kinderen, Ben Marley, is eveneens acteur en heeft verscheidene kleine rolletjes gespeeld.
John Marley stierf in 1984 op 76-jarige leeftijd na een openhartoperatie. 

## Filmografie (selectie)
- America, America (1963)
- Cat Ballou (1965)
- Faces (1968)
- Love Story (1970)
- The Godfather (1972)
- The Car (1977)
- Tribute (1980)